# Farman M.F.11
Die Farman M.F.11 Shorthorn war ein zweisitziges französisches Aufklärungsflugzeug und leichter Bomber von 1914.

## Beschreibung
Entworfen wurde die M.F.11 von Maurice Farman, dem Bruder des legendären Henri Farman. Sie sollte der Nachfolger der M.F.7 Longhorn werden, die von einem Voisin-Doppeldecker abgeleitet war. Die M.F.11 konnte zusätzlich als Wasserflugzeug verwendet werden.
Trotz der prinzipiellen Ähnlichkeit mit der M.F.7 wies die M.F.11 zahlreiche Unterschiede auf. Sie bekam einen kürzeren Rumpf und das Höhenleitwerk wurde ans Heck verlegt. Kurze Kufen am Fahrwerk sollten ein Überschlagen der Maschine verhindern, diese kurzen Kufen führten zum inoffiziellen Spitznamen Shorthorn. Das Flugzeug besaß wieder einen Druckpropeller, weil es noch keine synchronisierten Maschinengewehre für das Schießen durch den Propellerkreis gab. Der Beobachter saß vor dem Piloten und hatte ein Maschinengewehr. Die Rumpfgondel lag nicht mehr auf dem Unterflügel, sondern war zwischen Ober- und Unterflügel montiert. Der Erstflug erfolgte Ende 1913.
Das Flugzeug wurde in Lizenz von vielen Herstellern gebaut, wie z. B. Fiat. Deshalb gab es auch diverse Varianten mit unterschiedlichen Motoren. Es war eine der ersten Maschinen, die auf alliierter Seite (Frankreich, Vereinigtes Königreich und später Italien) zum Einsatz kamen.
Eine M.F.11 flog am 21. Dezember 1914 den ersten Bombenangriff im Ersten Weltkrieg. Der Angriff richtete sich gegen deutsche Artilleriestellungen im belgischen Ostende.
Das Flugzeug wurde als Bomber, Aufklärer und Schulflugzeug verwendet. Als die deutschen Fokker Eindecker 1915 an die Front kamen, musste die veraltete Maschine zurückgezogen werden.

## Einsatzgebiete

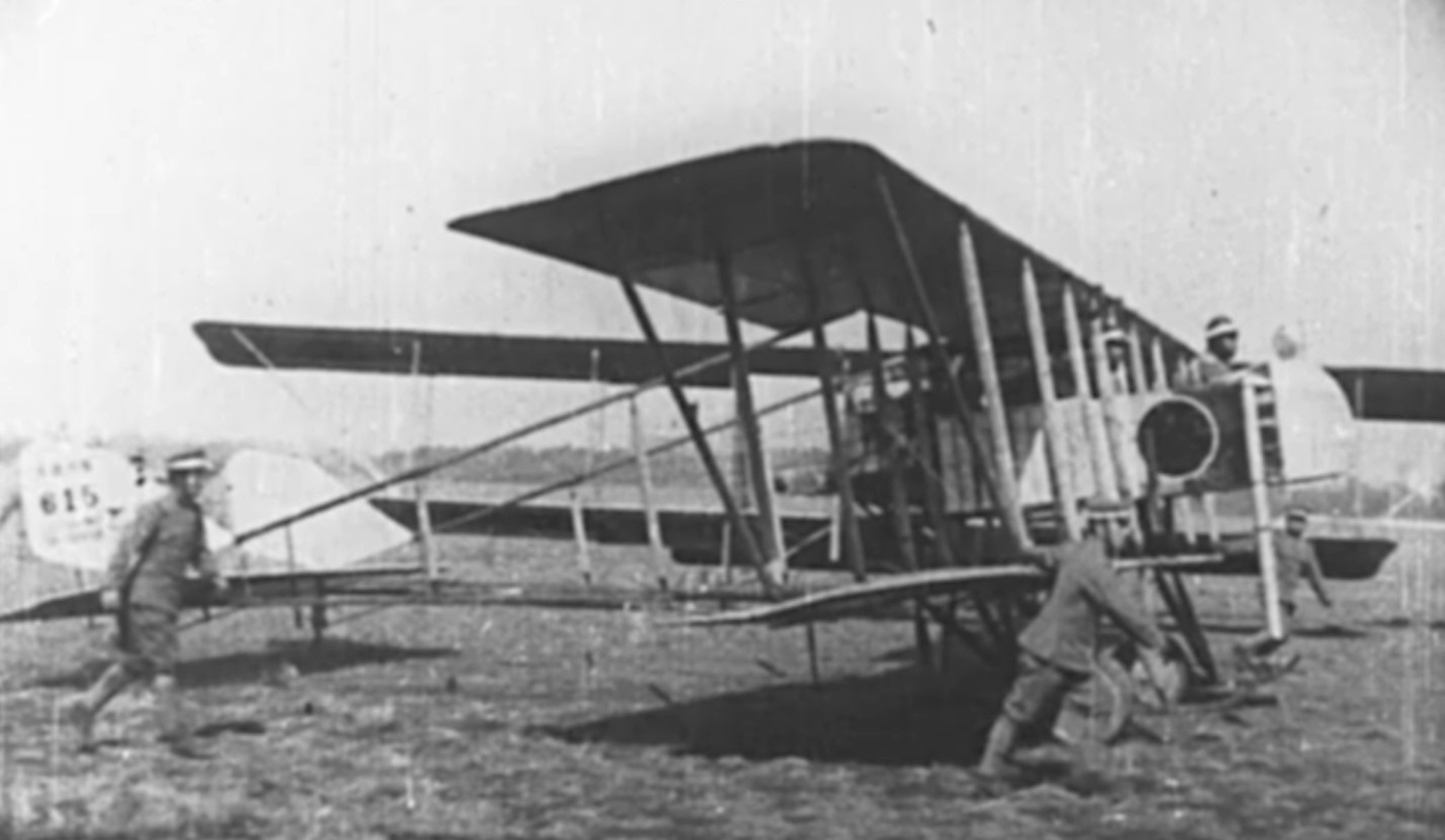
Japanisches Mo-4-Ausbildungsflugzeug während eines Heeresmanövers von 1921

- Frankreich verwendete die Maschine in Mazedonien und im vorderen Orient
- Großbritannien setzte sie bei den Dardanellen, in Afrika und Mesopotamien ein. Der Royal Naval Air Service besaß rund 90 Maschinen, welche als Bomber Verwendung fanden.
- Belgien, hier griffen die M.F.11 hauptsächlich Zeppelinhallen und U-Boote an
- Italien baute ab dem 24. Mai 1915 M.F.11 bei Fiat mit starren vorderem MG und später mit Fiat A.10-Motor.
- Australien kaufte ab 1916 einige M.F.11 für Schulungszwecke
- Japan erwarb mehrere M.F.11 und verwendete sie bei den Heeresfliegern unter den Bezeichnungen Mo-4 (Importversion) und MO-5 (Lizenzfertigung) bis in die 1920er Jahre als Ausbildungsflugzeuge

## Museumflugzeuge
Eine australische M.F.11 (CFS 15) steht heute im RAAF Museum, Point Cook, Victoria, Australien. Sie wird seit 1997 dort ausgestellt. Eine weitere Maschine steht im Canada Aviation Museum in Ottawa, Kanada.

## Technische Daten
| Kenngröße             | Daten                                               |
| --------------------- | --------------------------------------------------- |
| Besatzung             | 2                                                   |
| Länge                 | 9,50 m                                              |
| Flügelspannweite      | 16,15 m                                             |
| Höhe                  | 3,90 m                                              |
| Flügelfläche          | 57,00 m²                                            |
| Leermasse             | 550 kg                                              |
| max. Startmasse       | 840 kg                                              |
| Antrieb               | ein Achtzylinder-Reihenmotor Renault, 70 PS (51 kW) |
| Höchstgeschwindigkeit | 100 km/h                                            |
| Dienstgipfelhöhe      | 3800 m                                              |
| max. Flugdauer        | 3,45 h                                              |
| Bewaffnung            | 1 MG 7,7mm, max. 131,4 kg Bomben (18 × 7,3kg)       |